# SALTUV
Cette entreprise publique valencienne travaillait sur une partie du transport public de la ville de Valence, en Espagne. Elle va lui précéder après, l'entreprise EMT (Empresa Municipal de Transportes, en espagnol et en français, Entreprise Municipale des Transports)

## Fondation
À cause des grands problèmes économiques, la Compañía de Tranvías y Ferrocarriles de Valencia (en français, Compagnie des Tramways et des Chemins de Fer de Valence) donna son réseau de chemins de fer métriques à l'état (Ferrocarriles de vía estrecha) et celui des tramways, autobus et trolleybus à SALTUV, propriété de la municipalité.

## Chronologie
- 1964, création de la "Sociedad Anónima Laboral de Transportes Urbanos de Valencia, SALTUV" (Société Anonyme Laborale des Transports Urbains de Valence).
- 1970, dernier tramway en service commercial de Valence qui appartenait à cette entreprise.
- 1976, dernier trolleybus en service commercial de Valence qui appartenait aussi à SALTUV.
- 1985, SALTUV devient la EMT.